# Spyders
Spyders (טין ניק) è una sitcom Israeliana, ideata da Michal Cooper Keren, per il network televisivo Nickelodeon.
In Italia la serie va in onda dal 7 dicembre 2020, sul canale italiano di Nickelodeon, visibile sulla piattaforma Sky per poi essere riproposta in chiaro, per la prima volta, dal 5 luglio 2021 su Super!.
Il 27 luglio 2021 la serie viene rinnovata per una terza e per una quarta stagione. 

## Trama
Anna e Noah Fisher, agenti sotto copertura altamente qualificati che lavorano per un ECCO - Environmental Counter Crime Organization, e hanno il compito di combattere i criminali che mettono in pericolo la natura o l'ambiente. Non sanno che i loro tre figli –Daniel (16), Nikki (15) e Tommy (12) – hanno scoperto la loro occupazione segreta e hanno formato una loro task force, chiamata Spyders.

## Personaggi

### Principali
- Anna Fisher
- Noah Fisher
- Daniel Fischer
- Nikki Fisher
- Tommy Fischer

## Episodi
| Stagione         | Episodi | Prima TV Israele | Prima TV Italia |
| ---------------- | ------- | ---------------- | --------------- |
| Prima stagione   | 20      | 2020             | 2020            |
| Seconda stagione | 20      | 2020             | 2021            |
| Terza stagione   | 20      | 2021-2022        | 2022            |
| Quarta stagione  | 20      | 2022             | 2023            |